# Drugmanite
La drugmanite è un minerale appartenente al supergruppo della gadolinite.